# Geophis juarezi
Geophis juarezi (земляна змія Беніто Хуареса) — вид змій родини полозових (Colubridae). Ендемік Мексики. Вид названий на честь президента Мексики Беніто Хуареса.

## Поширення і екологія
Земяні змії Беніто Хуареса відомі з типової місцевості, розташованої в районі Метатесу в муніципалітеті Сантьяго-Комальтепек в горах Сьєрра-Хуарес в штаті Оахака, на висоті 800 м над рівнем моря. Вони живуть у вічнозелених тропічних лісах.